# Bogart (Géorgie)
Pour les articles homonymes, voir Bogart (homonymie).
La ville de Bogart est située dans les comtés de Clarke et Oconee, dans l’État de Géorgie, aux États-Unis. Sa population s’élevait à 1 034 habitants lors du recensement de 2010, estimée à 1 056 habitants en 2016.

## Démographie
| 1910 | 1920 | 1930 | 1940 | 1950 | 1960 |
| ---- | ---- | ---- | ---- | ---- | ---- |
| 257  | 430  | 346  | 379  | 459  | 403  |

| 1970 | 1980 | 1990  | 2000  | 2010  | - |
| ---- | ---- | ----- | ----- | ----- | - |
| 667  | 819  | 1 018 | 1 049 | 1 034 | - |